# 阿魏 (植物)
阿魏是繖形科阿魏屬植物，其根、莖分泌的膠脂為阿魏。本種是分佈最廣的阿魏來源植物，分佈於中亞（克孜勒庫姆沙漠、卡拉庫姆沙漠、土庫曼斯坦）、東伊朗、阿富汗西部和巴基斯坦西部。本种和原產南伊朗的南伊朗阿魏常常被誤認為是同一种植物（比如《蘇聯植物誌》和《巴基斯坦植物誌》
）。

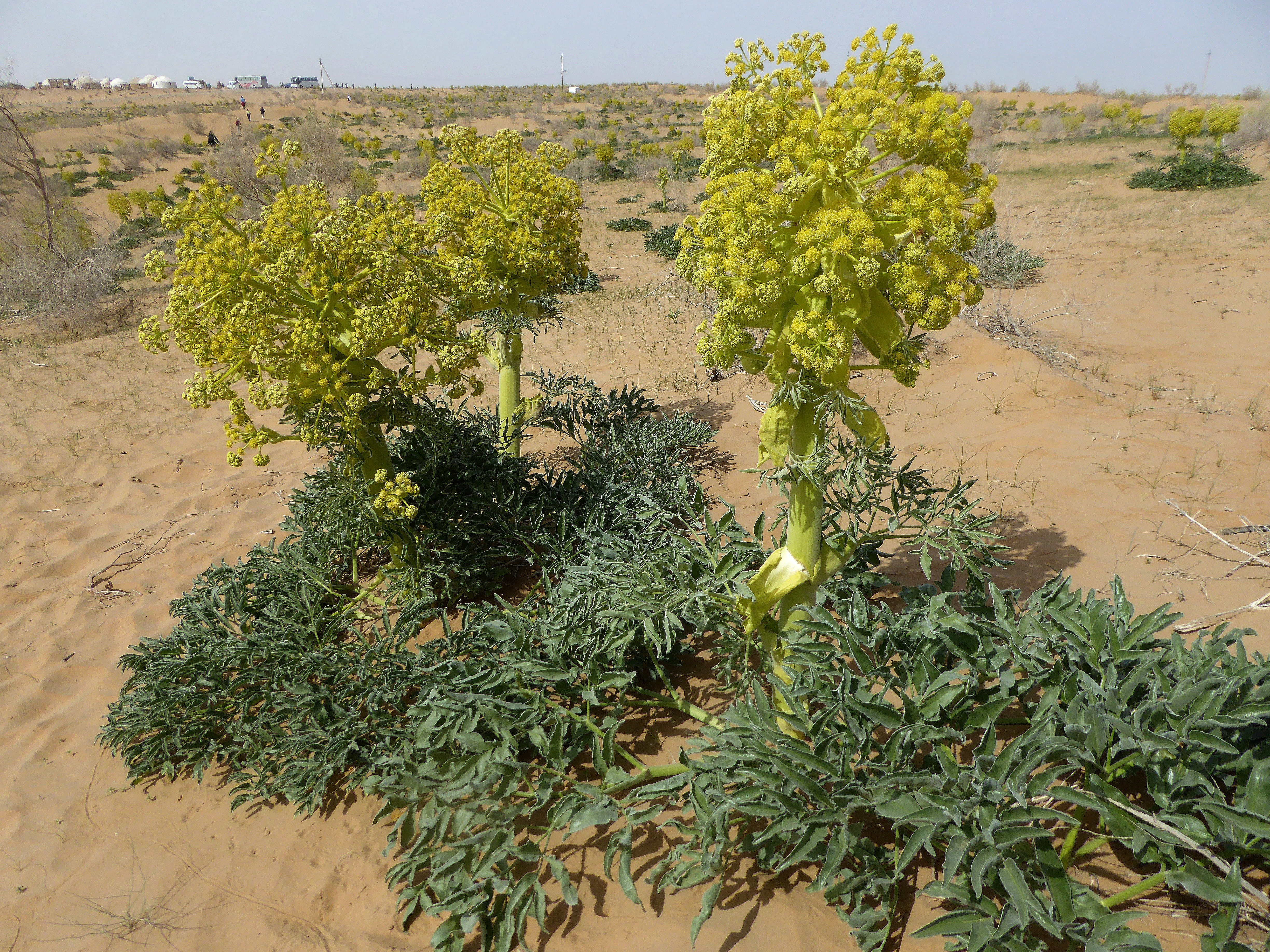
植株
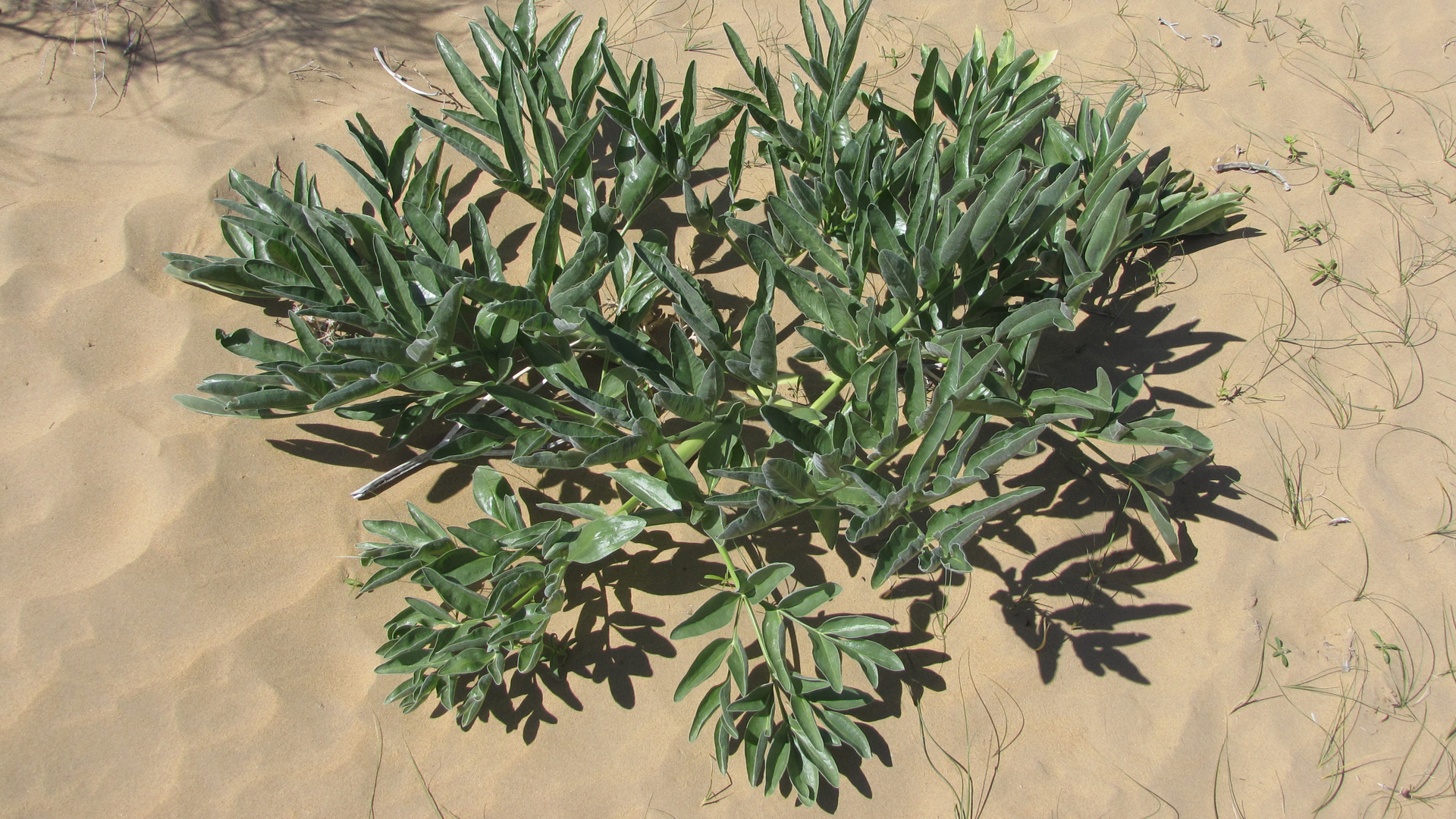
基生葉
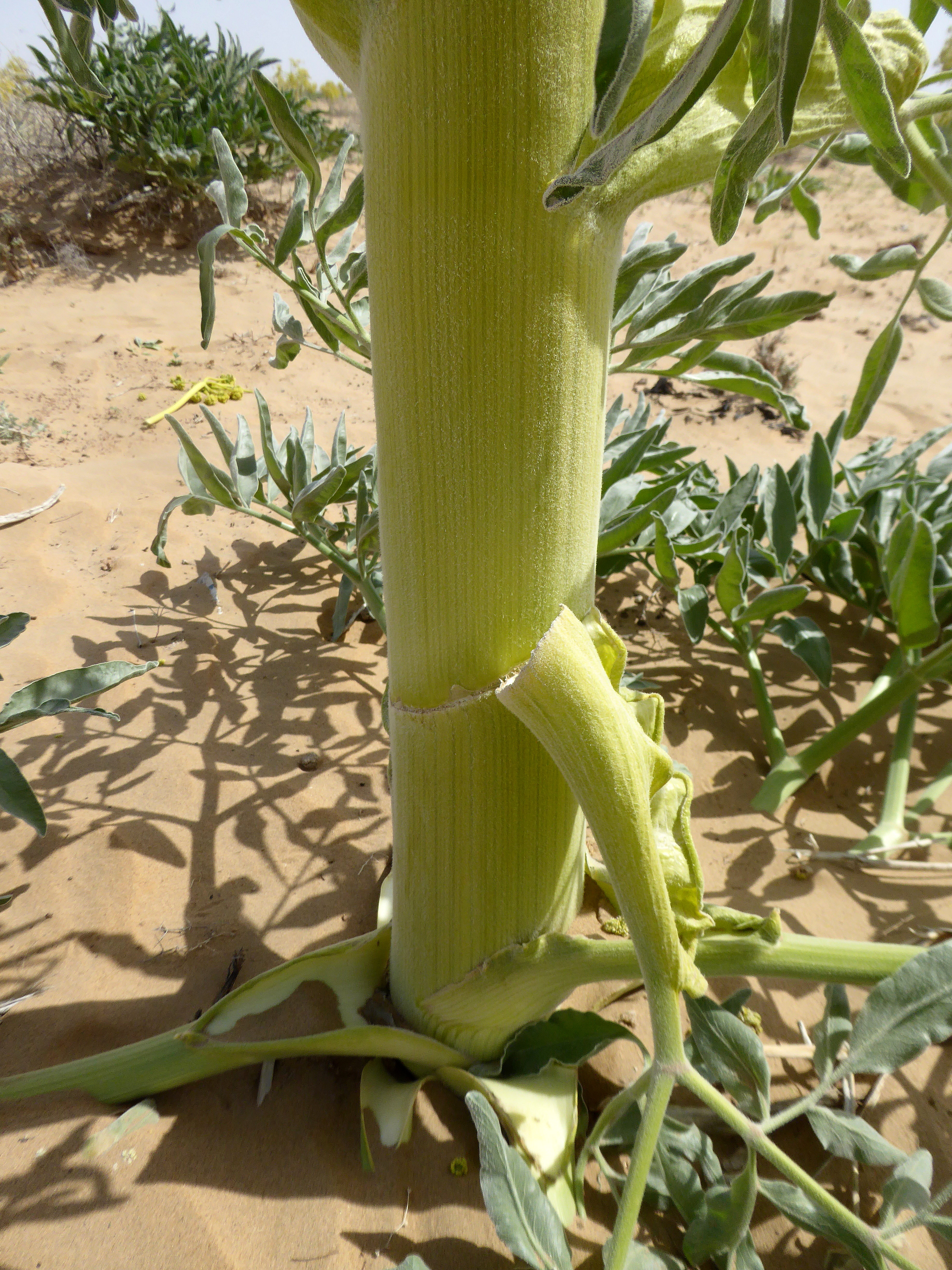
莖
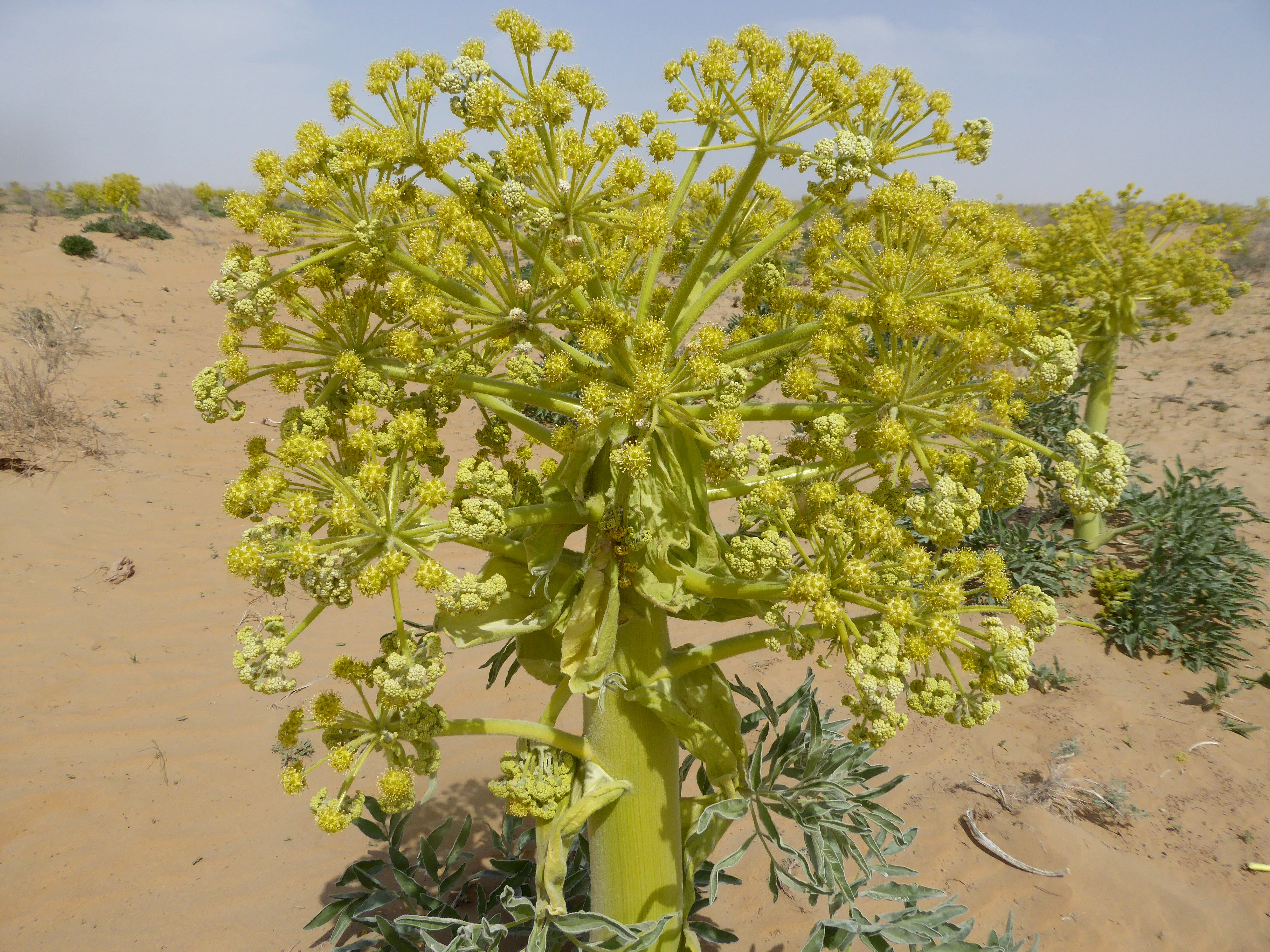
複合花序
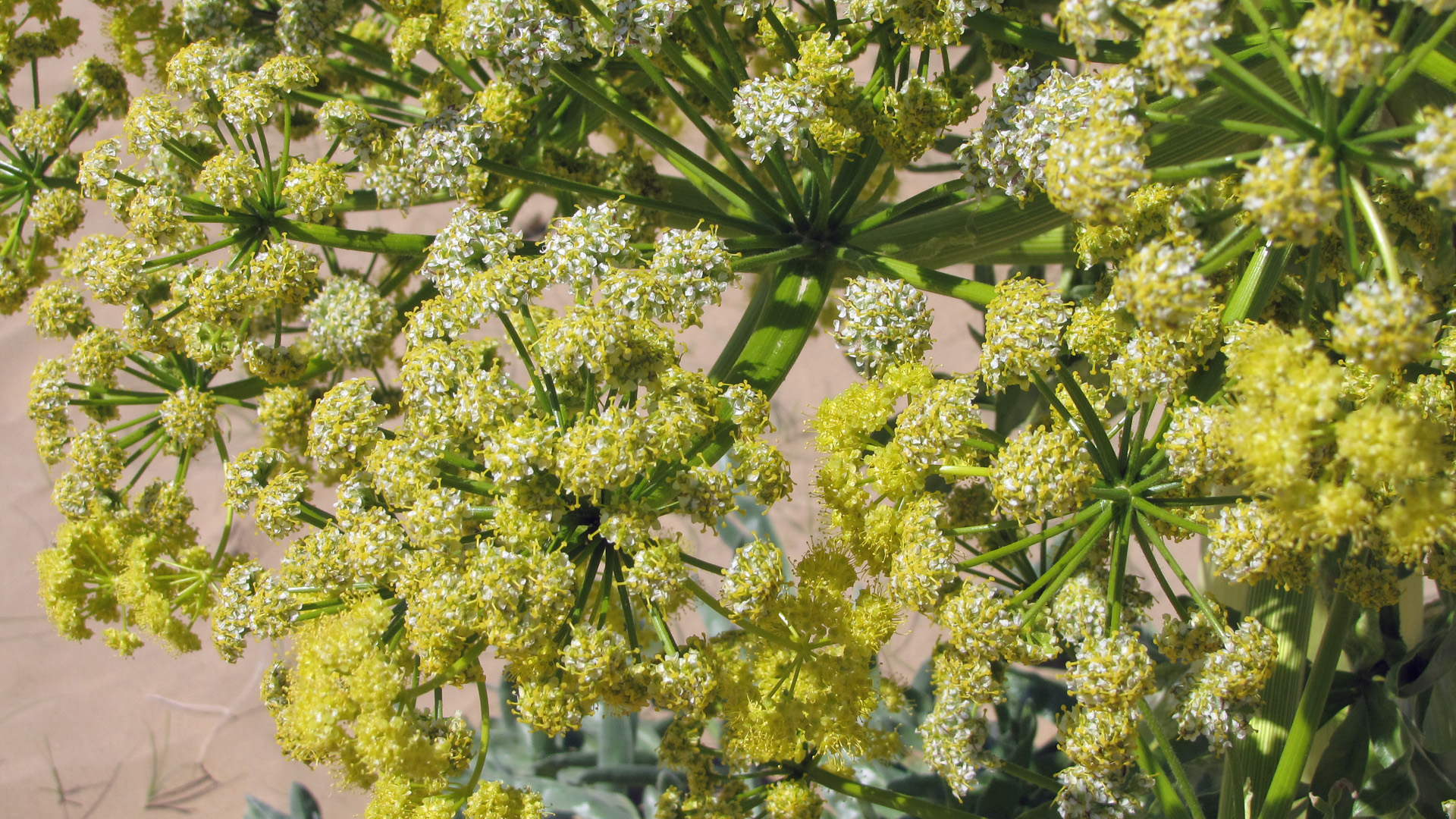
複傘形花序